# Vlag van Roden

Vlag van Roden
(1963-1998)

De vlag van Roden werd op 5 april 1963 bij raadsbesluit vastgesteld als de gemeentelijke vlag van de Drentse gemeente Roden. De vlag kan als volgt worden beschreven:
In geel een Scandinavisch kruis met armen ter dikte van 1/4 vlaghoogte; het kruis is over het snijpunt der armen schuinsgevierendeeld, de horizontale armen rood en de verticale armen blauw; in de bovenhals op geel een zwarte uitgerukte sparrenboom.
De kleuren van de vlag zijn ontleend aan het gemeentewapen. Het kruis verwijst naar het wapen van Ewsum in de schildhoek. De uitgerukte dennenboom representeert het bos op het wapenschild en is om esthetische redenen in zwart afgebeeld. Het ontwerp is van G.A. Bontekoe.
In 1998 ging Roden op in de gemeente Noordenveld. Hierdoor kwam de gemeentevlag te vervallen.

## Verwant symbool

Wapen van Roden

Anloo 
· Beilen 
· Borger 
· Dalen 
· Diever 
· Dwingeloo 
· Eelde 
· Gasselte 
· Gieten 
· Havelte 
· Nijeveen 
· Norg 
· Odoorn 
· Oosterhesselen 
· Peize 
· Roden 
· Rolde 
· Ruinen 
· Ruinerwold 
· Schoonebeek 
· Sleen 
· Smilde 
· Vledder 
· Vries 
· Westerbork 
· de Wijk 
· Zuidlaren 
· Zuidwolde 
· Zweeloo